# Église Notre-Dame-de-l'Assomption de Villeneuve-sur-Yonne
Pour les articles homonymes, voir Église Notre-Dame-de-l'Assomption.
L’église Notre-Dame-de-l'Assomption de Villeneuve-sur-Yonne est l'église de Villeneuve-sur-Yonne, en France,. Elle est dédiée à l'Assomption de la Vierge Marie. Sa fête paroissiale avec feux d'artifice se tient le 15 août. Son culte dépend de la paroisse Sainte-Alpais de l'archidiocèse de Sens-Auxerre.

## Localisation
L'église est située à Villeneuve-sur-Yonne, dans le département français de l'Yonne. Elle dépend de l'archidiocèse de Sens-Auxerre.

## Historique
L'église Notre-Dame-de-l’Assomption est digne d'une cathédrale tenant à la fois de l'école champenoise et de l'école bourguignonne. La première pierre fut posée en 1163 par le pape Alexandre III qui posa la même année la première pierre de Notre-Dame de Paris (orgue, vitraux, sculptures). Le clocher, commencé au XIIIe siècle et terminé en style gothique flamboyant après 1546, mesure 47 mètres de hauteur.
Le portail de l'église a été construit en 1575 à partir d'un dessin de Jean Cherreau, architecte et tailleur de pierre demeurant à Joigny. Ce dessin sur parchemin a été retrouvé et offert à la ville par le baron de Chateaubourg.[réf. nécessaire]
L'édifice est classé au titre des monuments historiques en 1862.

## Les cloches
Sous la plateforme du clocher se trouvaient avant la Révolution sept cloches qui correspondaient aux sept notes de la gamme.
Trois d'entre elles ont été requises pour la défense nationale et envoyées à Paris afin d'être fondues. Parmi les trois restantes on a compté la grosse cloche en bronze de 1 850 kilos et de 7 centimètres d'épaisseur, qui donne le do naturel. Fabriquée en 1766, elle a été fêlée par accident et refondue sous la halle en 1821 pour le baptême du duc de Bordeaux, Henri d'Artois. La seconde de 1,30 mètre de diamètre qui donne le ré pèse 1 250 kilos et a été bénite en 1691. La troisième qui portait le nom de Chiméry datait de 1504 et pesait 200 kilos. L'ancien tocsin avait été rajouté comme quatrième cloche pour donner le ré et pesait 150 kilos. Après la Libération, on fit fondre Chiméry et l'ancien tocsin en rajoutant du métal pour faire une cloche qui donne le sol. Elle fut bénie en 1946 en présence de l’archevêque de Sens Monseigneur Lamy, du curé Vabois, du maire Monsieur Condemine, du député et du sous-préfet de Sens.

## Intérieur
L'intérieur est composé de trois nefs de douze travées.
L'église contient plusieurs sculptures et objets classés, propriétés de la commune dont : 
1. la chaire à prêcher du XVIe siècle en chêne sculpté provient du prieuré de l'Enfourchure, classé aux Monuments historiques au titre d'objet en  1992.
2. une dalle funéraire du XVIe siècle à décor compagnonnique, en pierre gravée, classé aux Monuments historiques au titre d'objet en 1992.
3. sculpture de l'aigle-lutrin en bois polychrome de la seconde moitié du XVIIe siècle, classé aux Monuments historiques au titre d'objet en 1995.

### Les chapelles

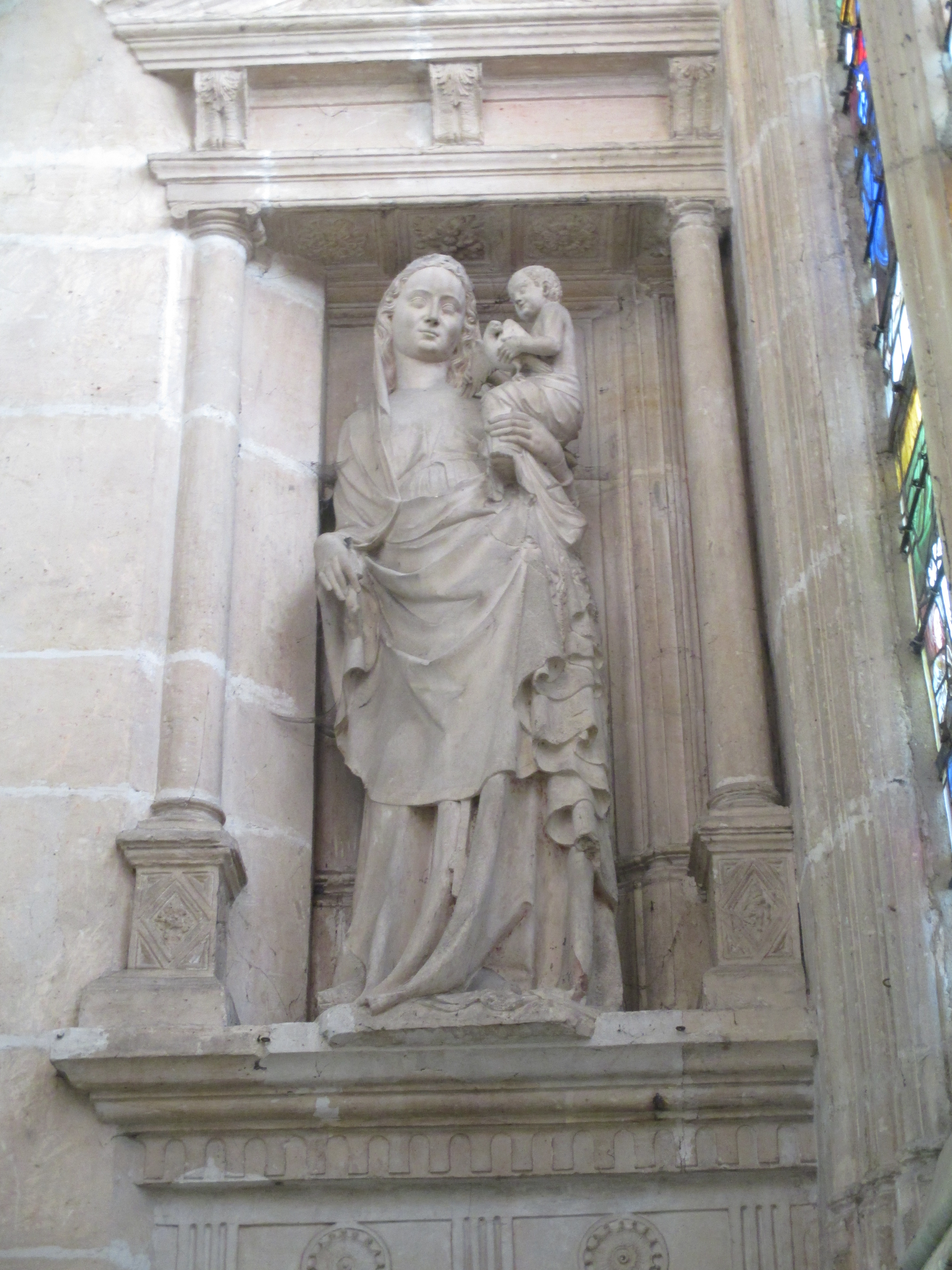
Statue de Notre Dame des Vertus, ou Vierge à l'Oiseau

1. La première à droite en entrant est consacrée à Notre-Dame-des-Vertus. Elle comprend une statue du XIVe siècle en pierre blanche de la Vierge à l’oiseau, du XIVe qui  provient de l’ancienne porte Notre-Dame[3]. Elle comprend un grand vitrail Renaissance décrivant la vie de la Vierge.
2. La deuxième est dédiée à saint Nicolas, patron des mariniers, dont la verrière du XVIe siècle décrit la vie du saint.
3. La troisième (dans l'abside) est dédiée à saint Joseph. Elle comprend une petite statue de saint Vincent, patron des vignerons[3].
4. La quatrième chapelle est la chapelle de la Sainte Vierge au milieu de l'abside et l'axe du maître-autel. Elle présente des reliquaires de saints.
5. La cinquième (dans l'abside) est la chapelle du Sacré-Cœur qui comprend le tableau du bon Samaritain offert par madame de Chateaubriand. La verrière représente l'arbre généalogique du Christ, dit Arbre de Jessé[3]. La particularité de ces trois chapelles absidiales de style gothique (XIIIe siècle) est d'être reliées par des ouvertures en anse de panier, ce qui est fort rare[5].
6. La sixième est la chapelle Saint-Louis avec une statue du Christ aux liens et un tableau du XVIIIe siècle représentant Saint Louis recevant la sainte Couronne d'épines.
7. La septième renferme les fonts baptismaux. Elle comprend un bas relief Le Repos en Égypte de 1889 d'Émile Peynot.
8. La huitième chapelle du Saint-Sépulcre comprend un groupe sculpté de La Mise au tombeau, composé de six personnages en pierre XVIe siècle : Nicodème et Joseph d'Arimathie de chaque côté, et debout Madeleine, saint Jean, la Vierge, deux autres saintes femmes Marie-Salomé et Marie, femme de Cléophas, et enfin d'un autre artiste le Christ en bois de tilleul XIVe siècle. Ce groupe classé aux Monuments historiques au titre d'objet en 1992 provient du monastère des Prémontrés de Dilo (Arces-Dilo)[3].
9. La neuvième chapelle Notre-Dame-de-Lourdes comprend au-dessus de l'autel une vierge polychrome en pierre du XVIe siècle.
10. La dernière chapelle comprend une statue et un vitrail en médaillon de saint Roch à qui elle est dédiée.

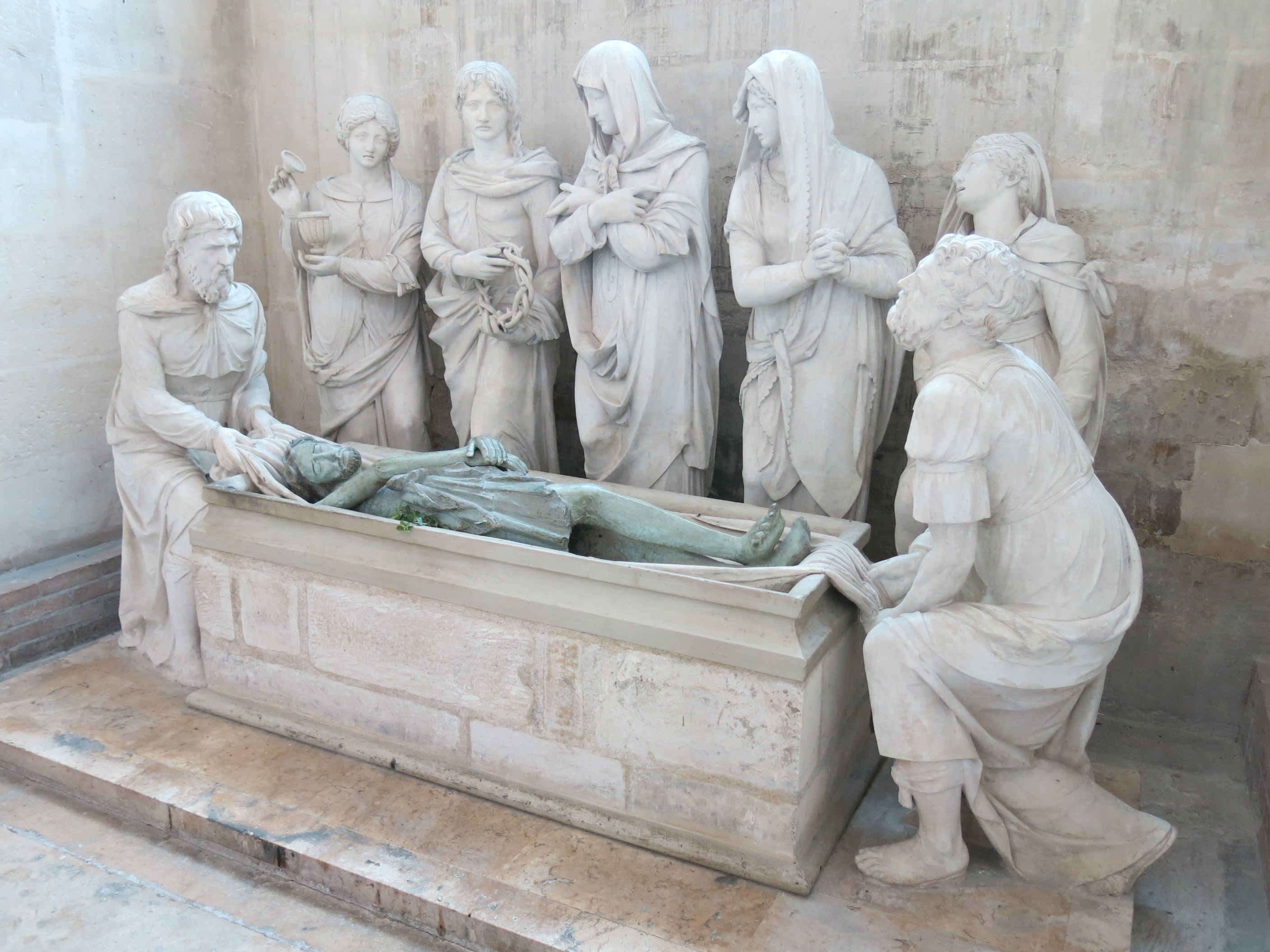
Mise au tombeau
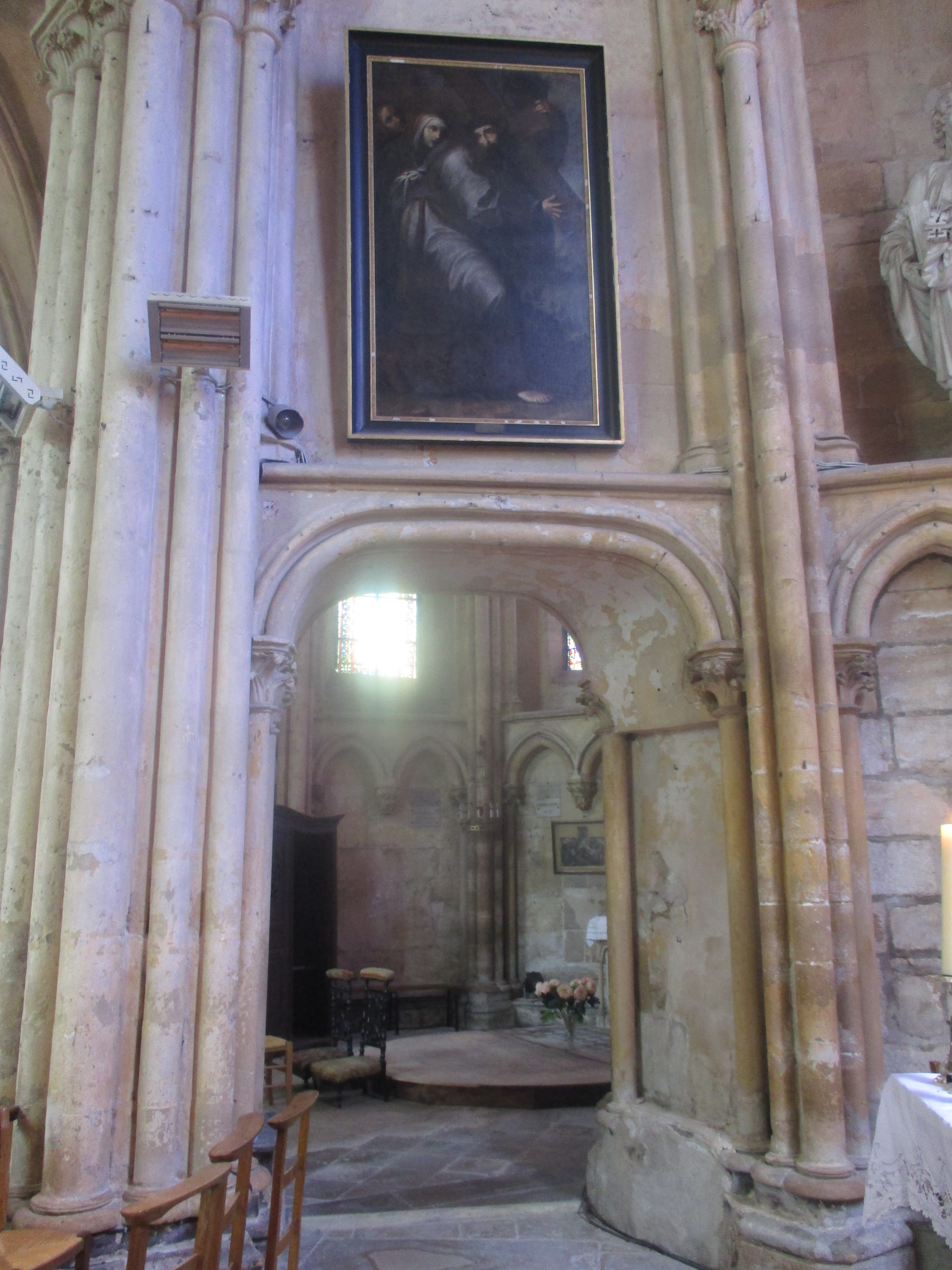
Ouverture en « anse de panier » entre la chapelle de la Sainte Vierge et la chapelle du Sacré-Cœur

### Les vitraux
Il y a vingt verrières des XIIIe siècle, XIVe siècle, XVIe siècle, classées monuments historiques au titre d'objet en 1992.
Le vitrail de la chapelle Saint-Nicolas XVIe siècle représente les épisodes de la vie du saint avec un panneau en bas à droite de La Pêche miraculeuse.
Le vitrail de la Crucifixion a été donné par le prévôt de Villeneuve, Claude Dindelle (qui se fait représenter avec sa femme), en 1529. Le panneau central de la Crucifixion a disparu, mais il a été remplacé par une remarquable Pietà  de la Renaissance, encadrée par les panneaux de la Vierge à gauche et de saint Jean à droite, sur un fond architecturé. On remarque en haut Dieu le Père entouré dans les lobes des symboles des évangélistes.
Les vitraux du jugement dernier (5e travée) de Villeneuve-sur-Yonne sont attribués à Jean Cousin le Jeune. On y trouve les mêmes détails (personnages, bleus, etc.) que les vitraux de l’église Saint-Pierre de Saint-Julien-du-Sault : la légende de saint Julien (1520).
Le grand vitrail de la vie de la Vierge d'époque Renaissance, qui se trouve dans la chapelle Notre-Dame-des-Vertus, illustre la Nativité de la Vierge, la Mort de la Vierge et l'Assomption. L'homme aux bésicles, détail fort rare pour cette époque, se trouve en train de lire devant le lit de la Vierge dans le panneau du milieu représentant la Mort de la Vierge. Il s'agit d'un des plus vieux personnages à lunettes sur vitraux.

## Les orgues

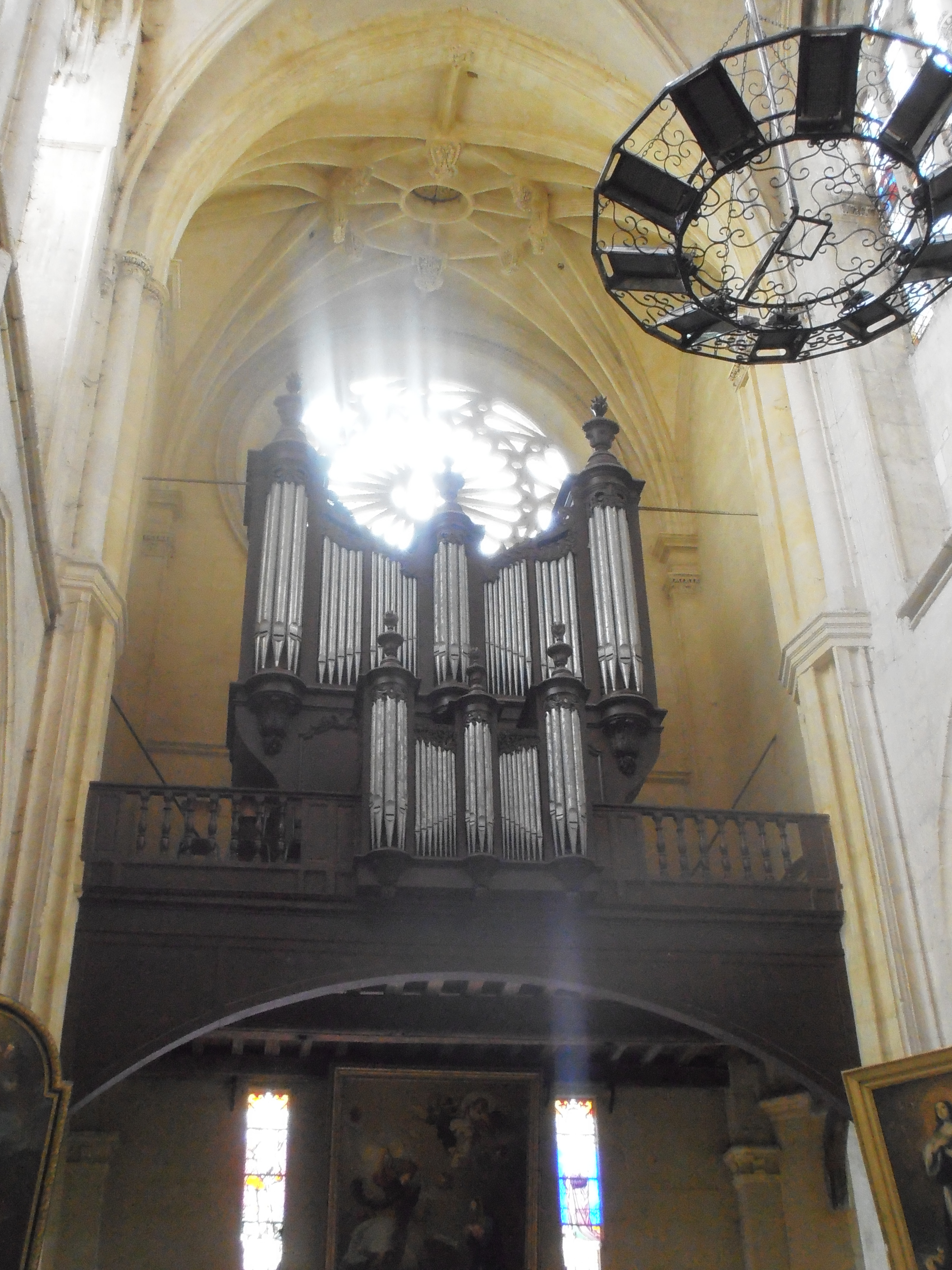
Vue des grandes orgues

Le petit orgue de chœur à tuyaux a été construit en  1898 par le facteur d'orgue Narcisse Duputel de Rouen. Villeneuve-sur-Yonne disposait d'un orgue en 1622 puisque des travaux de réparation ont été commandés à Jean Duval, organiste à Saint-Florentin, et que l'organiste de Villeneuve était Nicolas Godier qui a été remplacé en 1633 par Louis Languille et en 1696 par Nicolas Massé. 
En janvier 1737, une assemblée des habitants décide de faire réaliser les grandes orgues actuelles à trois claviers par Marcellin Tribuot pour la somme de 5 100 livres. L'orgue est terminé en août 1739 et son premier organiste est Jean-Baptiste Duvergier. Il est classé aux Monuments historiques en 1997. 

### Les peintures
Chapelle Saint-Louis
- Saint Louis recevant la sainte Couronne d'épines, toile de De Beauvais, 1769. Elle comporte une inscription « Saint Charles Borromée », classée Monuments historiques au titre d'objet, 1992

Banc d’œuvre
- Christ en croix, copie de Rubens par Baume.

Sous les grandes orgues
- La Madeleine, toile de Pierre-Jacques Cazes, XVIIIe siècle, classé Monuments historiques au titre d'objet, 1992. C'est un don du prince François-Xavier de Saxe qui provient du contre-retable de l'autel de la chapelle du château de Chaumot (disparu).
- L'Annonciation, copie du XVIIIe siècle d'un tableau de Le Sueur[5]
- L’Adoration des bergers, toile de François-Guillaume Ménageot, fin XVIIIe siècle, classée aux Monuments historiques au titre d'objet, en 1992. Commandé pour le retable de l'église Saint-Jean-Baptiste de Neuilly-sur-Seine, ce tableau a été décroché à la Révolution, puis après avoir figuré dans les réserves du Louvre, il a été donné à cette église avec la permission de Napoléon en 1810[10].

Maître-autel
- Vierge à l'Enfant, peinture sur bois du XVIe siècle, classé Monuments historiques au titre d'objet, 1992

## Illustrations

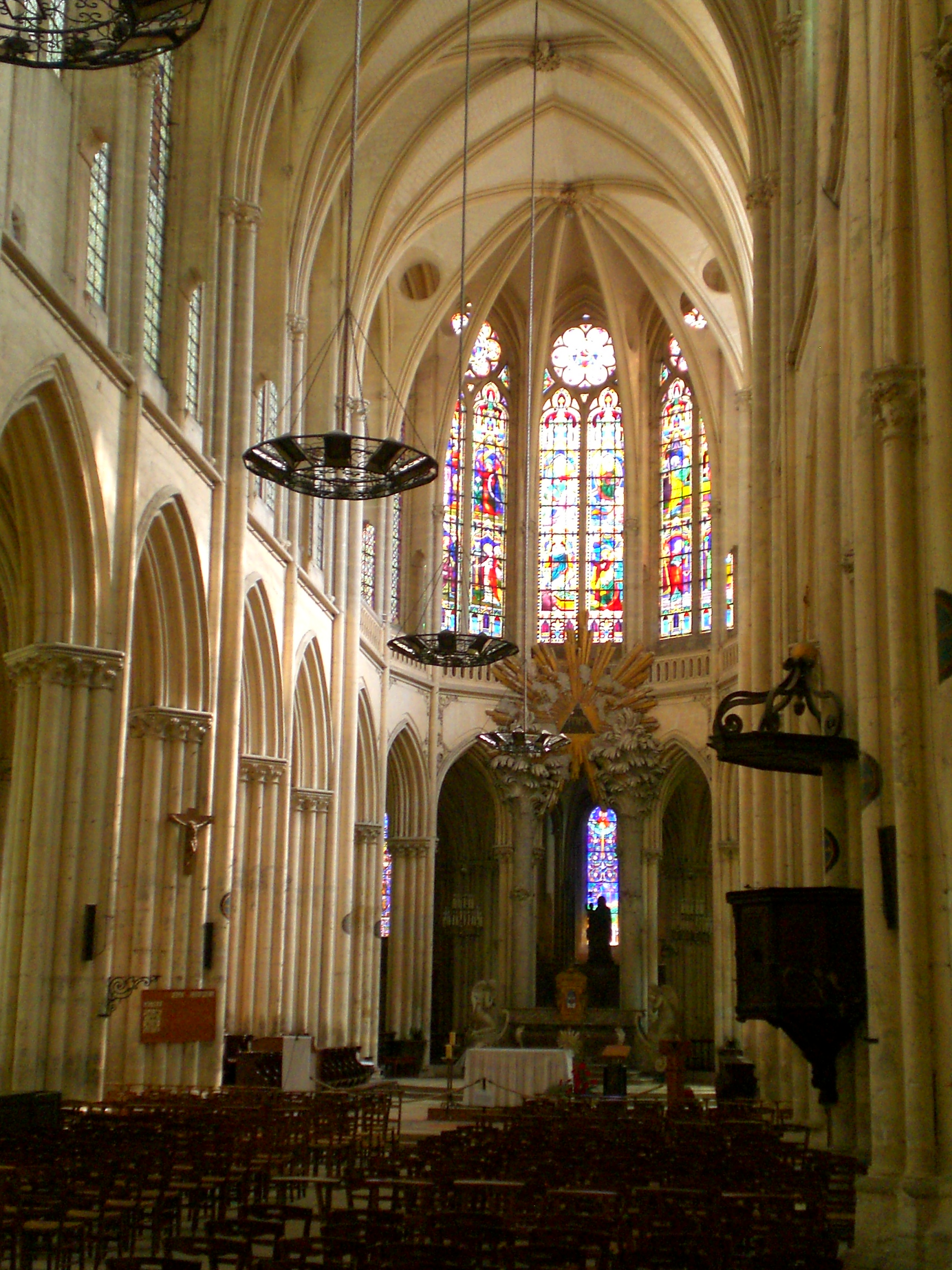
Intérieur de l'église
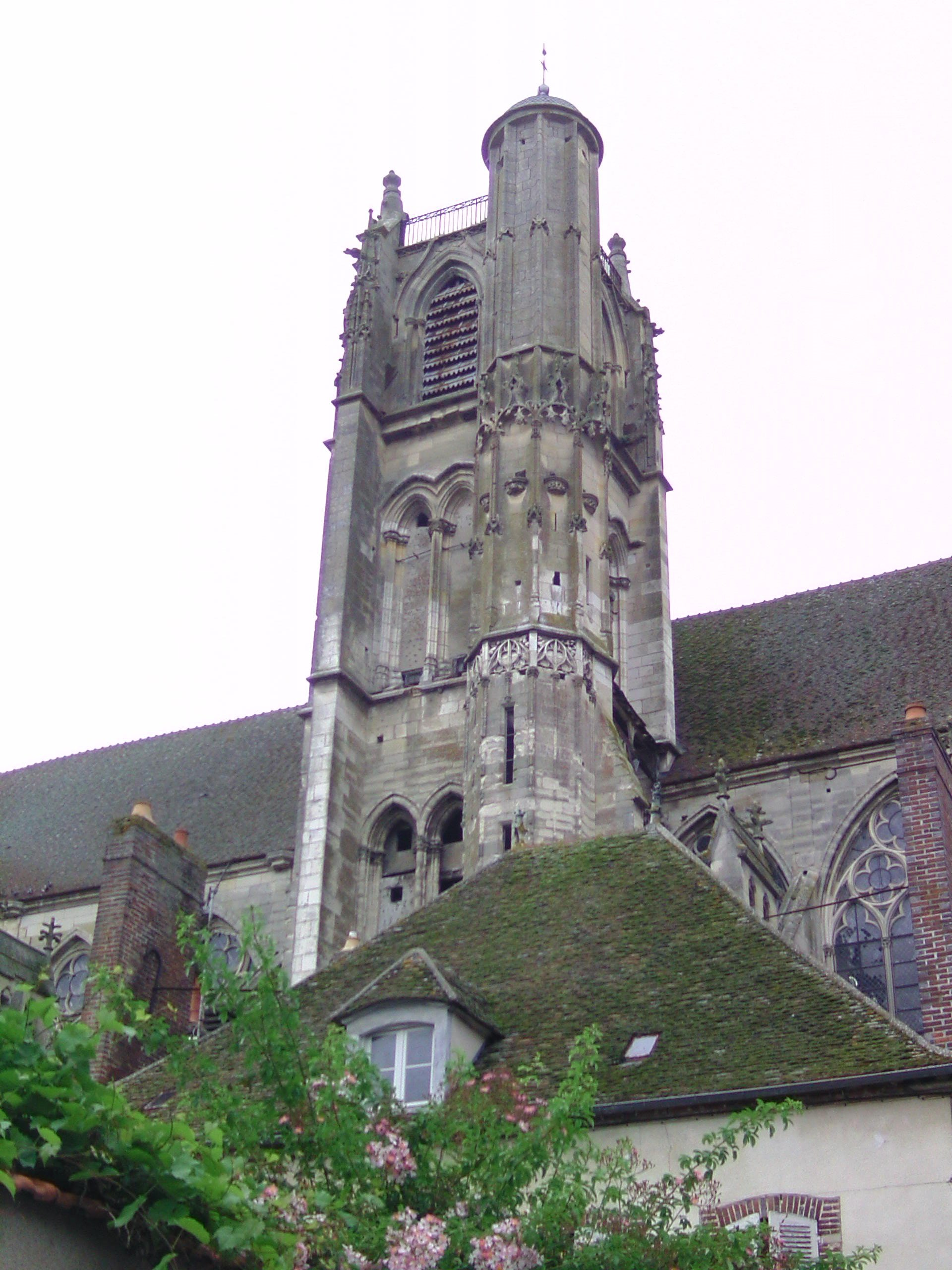
Clocher de l'église
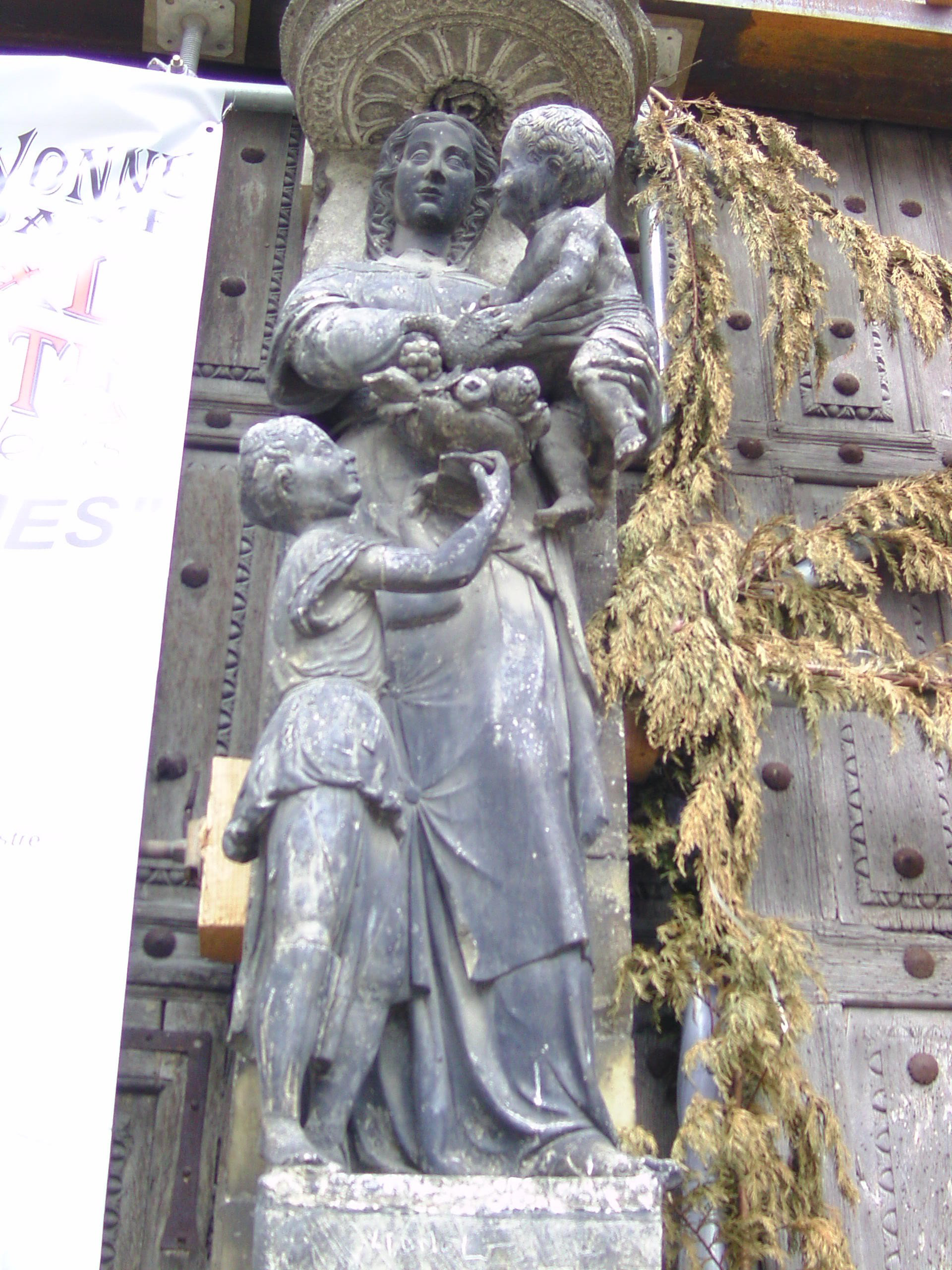
Vierge à l'Enfant Jésus
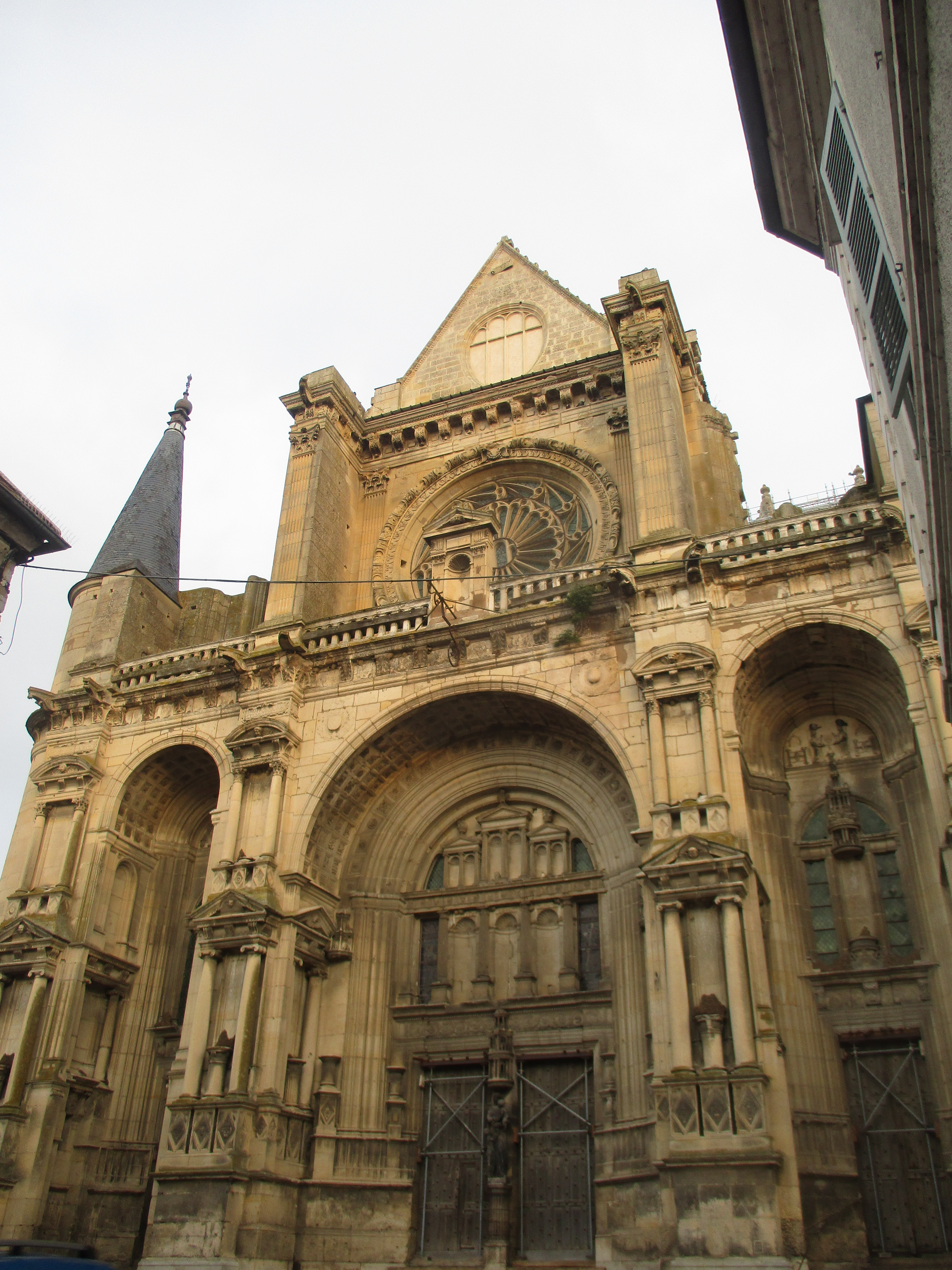
Façade de l'église Notre-Dame
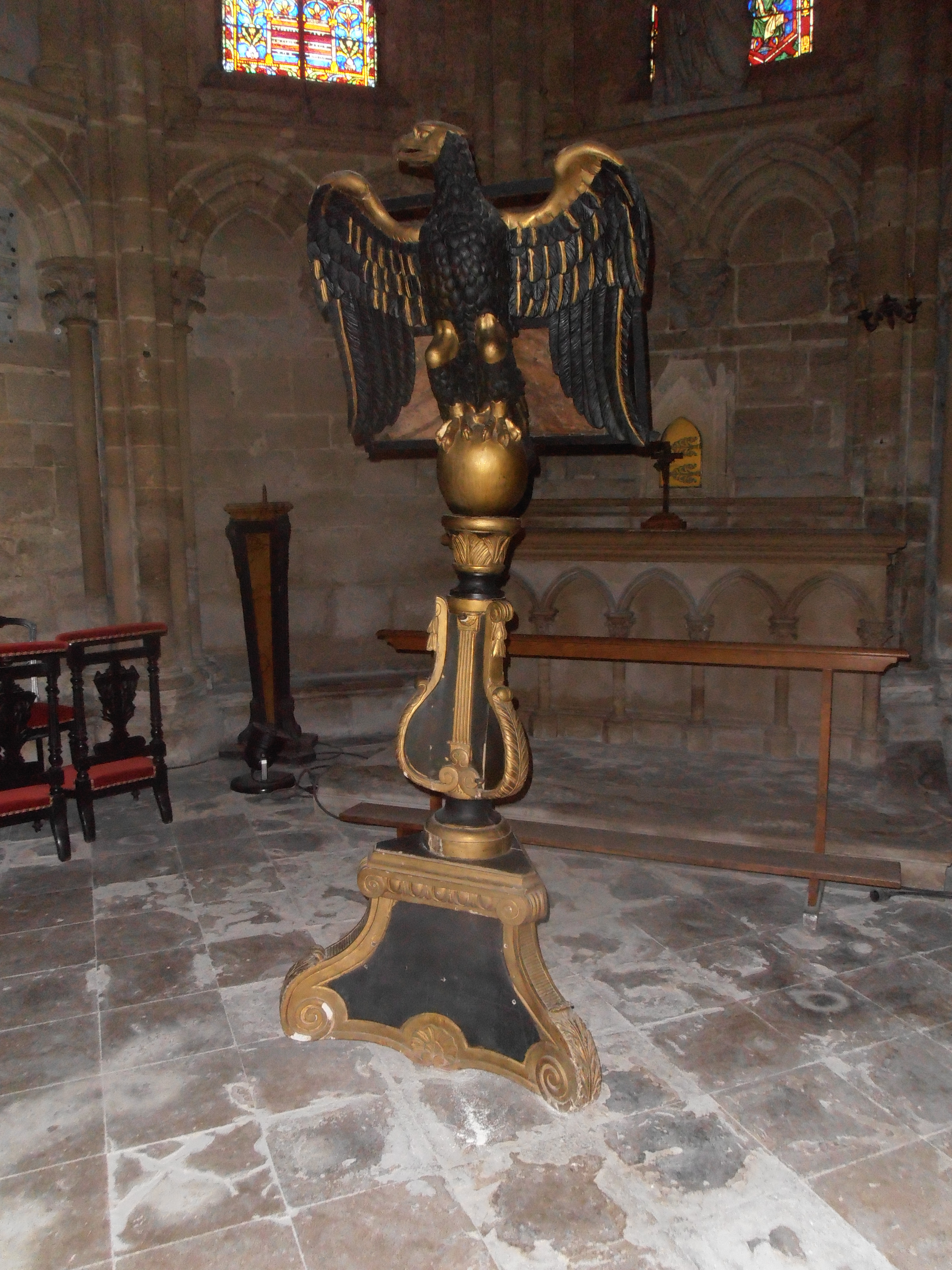
Aigle lutrin
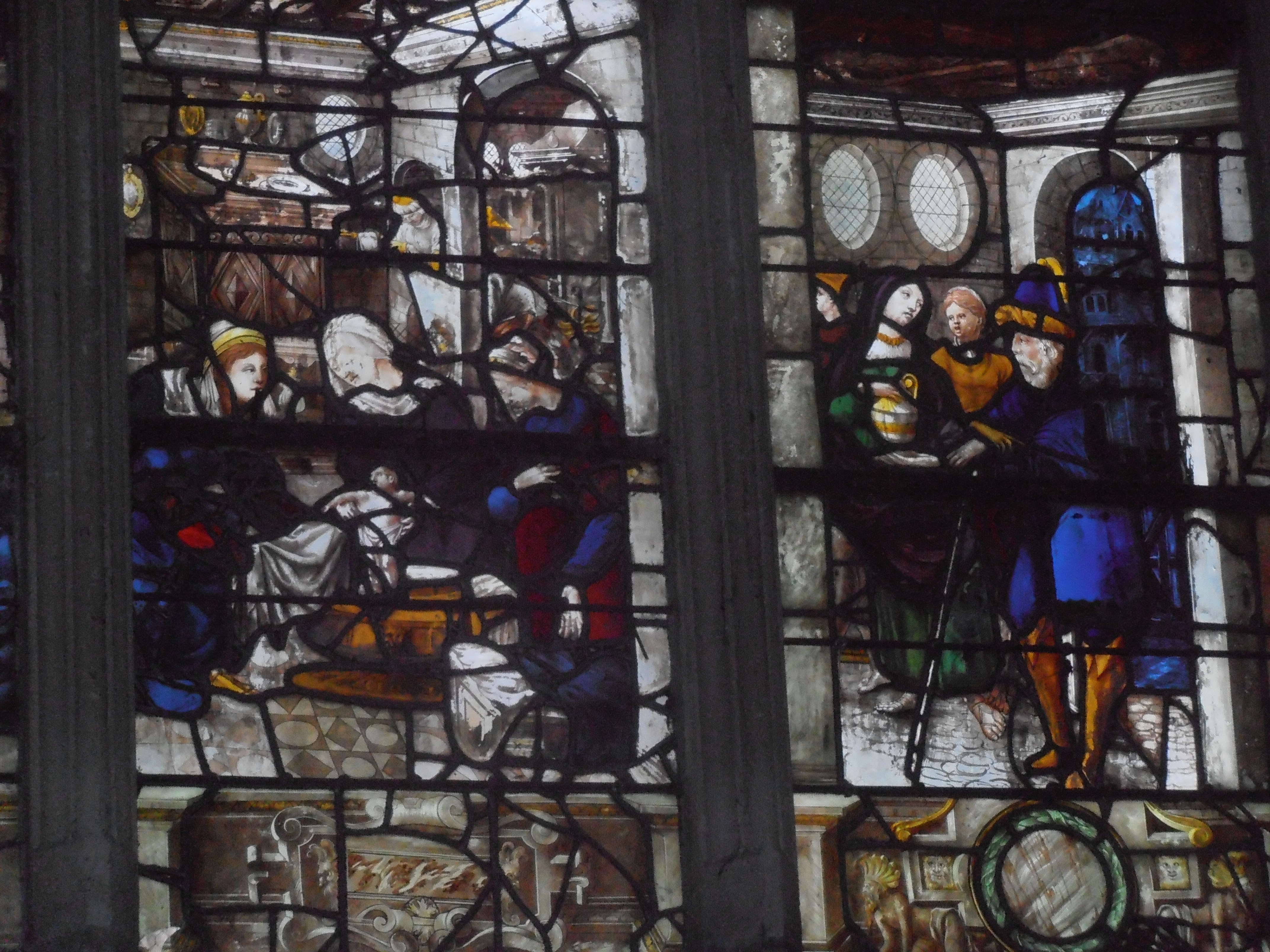
Détail du vitrail de la Viergeː la nativité de Marie

## Travaux de restauration

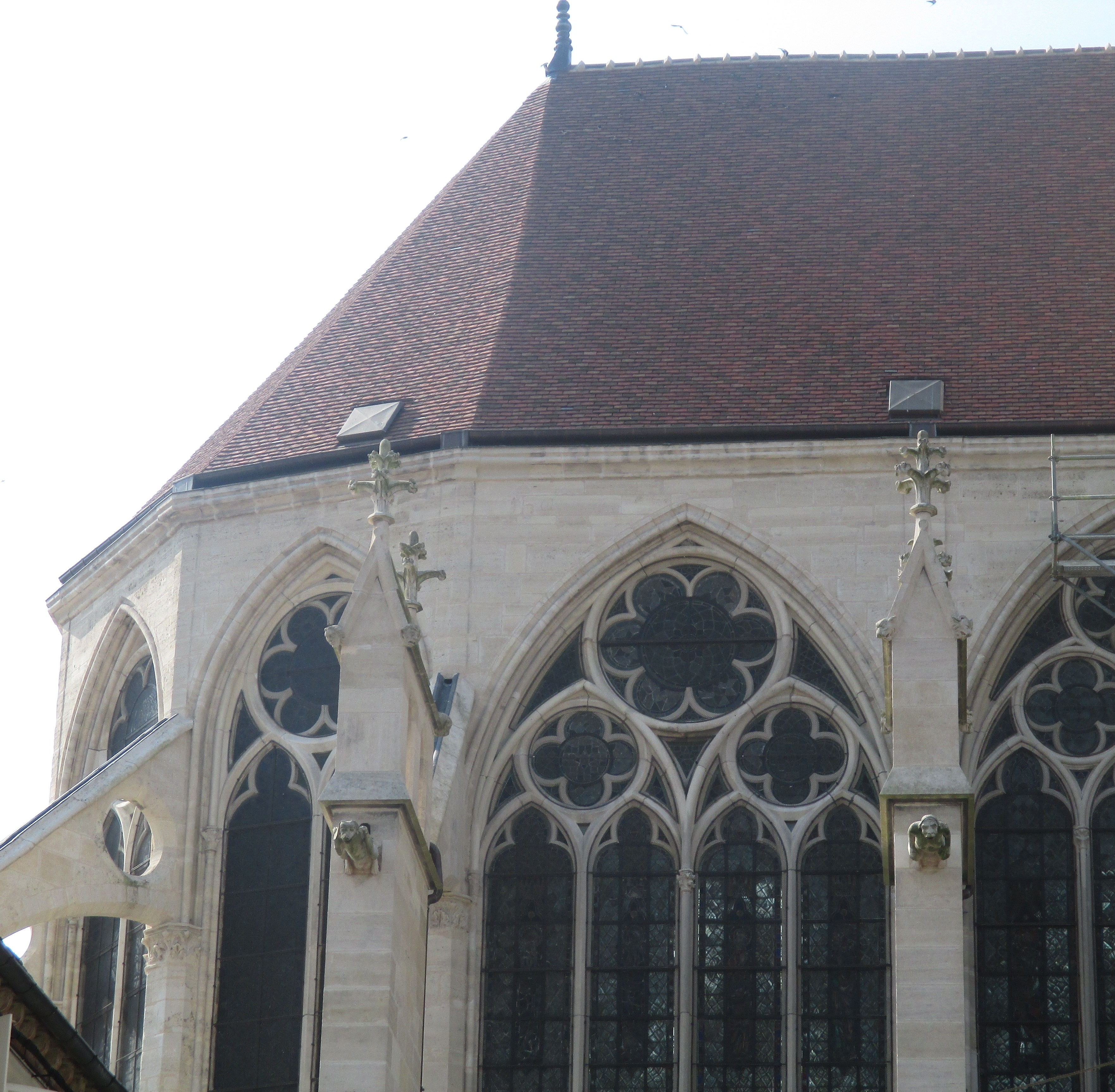
Toiture de l'église à l'été 2014.

- Afin de restaurer l'église, la ville de Villeneuve a organisé le 22 mars 1861 une loterie au capital de 100 000 F. Le prix représentait 250 tonnes de pain de l'époque qui coûteraient 675 000 € en 2012 avec le kilogramme de pain à 2,70 €.
- Le 7 avril 2011, c'est un match de gala pour la restauration de l'église qui oppose l’équipe du Maire (Peppone) contre l’équipe de l’Abbé (Don Camillo) pour un gain d'environ 1 000 €.
- En 2012, des travaux de restauration d'urgence, d'un coût de 2,4 millions d'euros, qui vont durer trois ans, sont engagés. La charpente et la couverture en tuiles doivent être refaites entièrement. Ils sont financés par la Direction générale des affaires culturelles[11] pour 40 %, le conseil général pour 20 % et la commune[12].
- En 2016, une nouvelle croix en pierre de Saint-Maximin est posée sur le faîte du pignon ouest, remplaçant celle de 1597 ôtée à la Révolution[13].